# جایزه بزرگ آلمان ۱۹۸۸
جایزه بزرگ آلمان ۱۹۸۸ (انگلیسی: ‎1988 German Grand Prix‎) یک مسابقهٔ موتوری در رشتهٔ اتومبیل‌رانی فرمول یک بود که در تاریخ ۲۴ ژوئیه ۱۹۸۸ در هوکنهایمرینگ واقع در هوکنهایم، آلمان غربی برگزار شد. این گراند پری در میان ۱۶ گراند پری در فصل ۱۹۸۸، مسابقهٔ شمارهٔ ۹ بود.
در این مسابقه که در ۴۴ دور و به مسافت ۲۹۹٫۰۶۸ کیلومتر (۱۸۵٫۸۳۲ مایل) برگزار شد، پول پوزیشن توسط آیرتون سنا کسب شد و سریع‌ترین زمان برای طی یک دور پیست که برابر با ۲:۰۳٫۰۳۲ بود نیز توسط آلساندرو نانینی به ثبت رسید.
آیرتون سنا از تیم مک‌لارن-هوندا، آلن پروست از تیم مک‌لارن-هوندا و گرهارد برگر از تیم فراری به‌ترتیب مقام‌های اول تا سوم مسابقه را کسب کردند.

## رده‌بندی قهرمانی پس از مسابقه
| جایگاه | راننده       | امتیاز |
| ------ | ------------ | ------ |
| ۱      | آلن پروست    | ۶۰     |
| ۲      | آیرتون سنا   | ۵۷     |
| ۳      | گرهارد برگر  | ۲۵     |
| ۴      | میشل آلبورتو | ۱۶     |
| ۵      | نلسون پیکه   | ۱۵     |
| منبع:  |              |        |

| جایگاه | سازنده       | امتیاز |
| ------ | ------------ | ------ |
| ۱      | مک‌لارن-هوندا | ۱۱۷    |
| ۲      | فراری        | ۴۱     |
| ۳      | بنتون-فورد   | ۱۸     |
| ۴      | لوتوس-هوندا  | ۱۶     |
| ۵      | اروز-مگاترون | ۱۰     |
| منبع:  |              |        |

یادداشت
- تنها پنج جایگاه نخست از هر رده‌بندی نمایش داده شده‌است.